# 나를 좋아하는 건 너뿐이냐
《나를 좋아하는 건 너뿐이냐》(일본어: 俺を好きなのはお前だけかよ)는 일본의 하렘, 로맨틱 코미디 라이트 노벨 시리즈이다. 라쿠다가 작가를 맡았으며 브리키가 작화를 맡았다. 2016년 2월에서 2022년 1월까지 아스키 미디어 워크스가 덴게키 문고에 17권을 발행하였다.
2017년 2월부터 2020년 8월까지 이지마 유우가 작화를 맡은 만화판이 슈에이샤의 온라인 일본 만화 앱인 소년 점프+에 연재되었다. 단행본 6권이 같아 나왔다. 2019년 10월에서 12월까지 Connect 제작의 텔레비전 애니메이션이 방영되었다. 2020년 9월에는 OVA가 공개되었다.

## 줄거리
"나를 좋아하는 건 너 뿐이냐"의 주인공인 키라사기 아마츠유 (조로)는 선배인 아키노 사쿠라 (코스모스)와 히나타 아오이 (히마와리)한테 둘이서 만나자는 제안을 받는다. 그들의 고백을 들을 예상을 하고 자신만만하게 둘을 만나러 간다. 하지만 양쪽 다 조로에게 그의 절친인 오가 타이요 (선짱)을 좋아한다고 고백하고, 그에게 도움을 달라고 청한다. 그는 선짱에게 차인 여자랑 사귈 생각을 하고 마지못해 그 둘을 도와주기로 한다. 하지만, 선짱이 짝사랑하는 별거 없어 보이는 책벌레인 산쇼쿠인 스미레코 (팬지)한테 갑작스럽게 고백을 받는데...

## 미디어

### 라이트 노벨
"나를 좋아하는 건 너 뿐이냐"는 라쿠다가 집필, 브리키가 삽화를 맡은 작품이다. 아스키 미디어 워크스가 덴게키 문고를 통해 2016년 2월 10일 처음 발행되었다. 최종본인 17권은 2022년 1월 8일 발행되었다.
| 번호 | 일본어 출간일    | 일본어 ISBN            |
| ---- | ---------------- | ---------------------- |
| 1    | 2016년 2월 10일  | ISBN 978-4-04-865747-1 |
| 2    | 2016년 4월 9일   | ISBN 978-4-04-865885-0 |
| 3    | 2016년 8월 10일  | ISBN 978-4-04-892286-9 |
| 4    | 2017년 1월 10일  | ISBN 978-4-04-892601-0 |
| 5    | 2017년 4월 8일   | ISBN 978-4-04-892831-1 |
| 6    | 2017년 8월 10일  | ISBN 978-4-04-893282-0 |
| 7    | 2017년 11월 10일 | ISBN 978-4-04-893466-4 |
| 8    | 2018년 3월 10일  | ISBN 978-4-04-893684-2 |
| 9    | 2018년 9월 10일  | ISBN 978-4-04-893913-3 |
| 10   | 2018년 11월 10일 | ISBN 978-4-04-912099-8 |
| 11   | 2019년 5월 10일  | ISBN 978-4-04-912527-6 |
| 12   | 2019년 10월 10일 | ISBN 978-4-04-912796-6 |
| 13   | 2019년 12월 10일 | ISBN 978-4-04-912908-3 |
| 14   | 2020년 6월 10일  | ISBN 978-4-04-913204-5 |
| 15   | 2020년 12월 10일 | ISBN 978-4-04-913576-3 |
| 16   | 2021년 7월 9일   | ISBN 978-4-04-913834-4 |
| 17   | 2022년 1월 8일   | ISBN 978-4-04-913904-4 |

### 만화
이지마 유우가 작화를 맡은 만화판이 슈에이샤의 온라인 만화 앱인 소년 점프+에서 2017년 2월 26일에서 2020년 8월23일까지 연재되었다. 단행본 6권이 발행되었다.
| 번호 | 일본어 출간일   | 일본어 ISBN            |
| ---- | --------------- | ---------------------- |
| 1    | 2017년 8월 4일  | ISBN 978-4-08-881135-2 |
| 2    | 2018년 3월 2일  | ISBN 978-4-08-881373-8 |
| 3    | 2019년 1월 4일  | ISBN 978-4-08-881650-0 |
| 4    | 2019년 10월 4일 | ISBN 978-4-08-881832-0 |
| 5    | 2020년 3월 4일  | ISBN 978-4-08-882144-3 |
| 6    | 2020년 10월 2일 | ISBN 978-4-08-882467-3 |

### TV 애니메이션
2018년 10월 7일, "덴게키 문고 25 주년 가을 덴게키 축제"에서 텔레비전 애니메이션이 발표되었다.Connect가 애니메이션 제작을 맡았으며, 감독은 아키타야 노리아키, 시리즈 구성은 라쿠다, 캐릭터 디자인은 타키모토 쇼코, 음악은 후지사와 요시아키 맡았다. 2019년 10월 3일에서 12월 26일까지 도쿄 메트로폴리탄 텔레비전, GYT, GTV, 닛폰BS방송, TV 아이치, YTV에서 방영되었다. 사이토 슈카가 오프닝 곡인 "파파파"에 참여하였으며, 토마츠 하루카, 시라이시 하루카, 미사와 사치카가 시리즈의 엔딩곡인 "하나코토바"에 참여하였다.